# سانرایز لیک (پنسیلوانیا)
سانرایز لیک (به انگلیسی: Sunrise Lake) یک منطقهٔ مسکونی در ایالات متحده آمریکا است که در شهرستان پایک، پنسیلوانیا واقع شده‌است. سانرایز لیک ۱٬۳۸۷ نفر جمعیت دارد.